# Guillermo Abascal
Guillermo Abascal Pérez (Sevilla, España, 13 de abril de 1989) es un entrenador de fútbol español. Actualmente dirige al Atlético San Luis de la Liga MX.

## Trayectoria

### Inicios
Nacido en Sevilla, Andalucía, Abascal se incorporó a La Masía del FC Barcelona en 2001 procedente del AD Heliopolis CF. Dejó el club en 2004, y terminó su formación en el Sevilla FC.
Abascal se retiró del fútbol profesional a los 18 años y comenzó a estudiar en la Universidad Pablo de Olavide de su ciudad natal, mientras aún representaba a los aficionados UDE Abre y CD Aboño. También pasó un año en la Universidad del Algarve, y regresó a Sevilla en 2013 como preparador físico juvenil. Su primera experiencia como técnico llegó en 2016, cuando se hizo cargo de la plantilla del 'Infantil B' del Sevilla.

### Chiasso y Lugano
El 12 de junio de 2017, se convirtió en entrenador del Chiasso de la Challenge League. Abascal fue despedido el 4 de abril de 2018, tras sufrir seis derrotas en sus últimos ocho partidos.
Seis días después, fue nombrado al frente del Lugano en la Superliga suiza hasta el final de la temporada; empató 1-1 en casa ante el FC Thun en su primer partido en la máxima categoría. Se convirtió en el entrenador más joven de las 30 principales Ligas con mayor coeficiente UEFA, al que dirigiría durante 19 partidos hasta octubre del mismo año.

### Ascoli
En verano de 2019 llegó al Ascoli Calcio como director del fútbol base y entrenador del filial, con el que lideraría el Grupo B de la Segunda división de la 'Liga primavera' durante toda la temporada. El 27 de enero siguiente, Paolo Zanetti fue destituido como entrenador de la selección absoluta y Abascal fue nombrado entrenador interino. Ganó 3-0 en la Serie B en su único partido fuera de casa ante U.S. Livorno 1915 el 1 de febrero. Al día siguiente, Roberto Stellone fue contratado y Abascal volvió a su puesto anterior. Regresaría al primer equipo el 16 de abril, tras la destitución de Stellone. Después de dos derrotas en dos partidos en el cargo cuando se reanudó la temporada de la liga después de la pausa forzada de COVID-19, fue despedido el 22 de junio.

### Volos
El 22 de junio de 2021, se hace oficial su fichaje por el Volos NFC de la Superliga de Grecia. Ganó cuatro de sus primeros cinco partidos, pero fue destituido el 5 de diciembre tras seis derrotas consecutivas.

### FC Basel
El 2 de enero de 2022, firma como asistente de Patrick Rahmen en las filas del FC Basel de la Superliga de Suiza. El 21 de febrero de 2022, tras la destitución de Rahmen, asume de manera interina en su cargo hasta el final de la temporada. A pesar de quedar segundo detrás del FC Zürich en su período interino, fue reemplazado por el ícono del club Alexander Frei en mayo.

### Spartak de Moscú
El 14 de junio de 2022, firmó por dos años como entrenador del Spartak de Moscú de la Liga Premier de Rusia. Sin embargo, en febrero de 2023 renovó hasta junio de 2025. El 14 de abril de 2024, fue destituido de su cargo por decisión de la directiva rojiblanca.

### Granada CF
El 19 de junio de 2024, fue oficializado como entrenador del Granada CF por una temporada.El 20 de septiembre de 2024, fue cesado por la directiva granadina tras disputarse  6 jornadas de campeonato en las que logró 6 puntos de 18 posibles, actuando como local en 4 de las citas.

### Atlético San Luis
El 30 de mayo de 2025, asumió al frente del Atlético San Luis.

## Clubes
| Club                     | País   | Año           |
| ------------------------ | ------ | ------------- |
| Sevilla (juveniles)      | España | 2015-2017     |
| Chiasso                  | Suiza  | 2017-2018     |
| Lugano                   | Suiza  | 2018          |
| Ascoli Primavera         | Italia | 2019-2020     |
| Ascoli Calcio (interino) | Italia | 2020          |
| Volos NFC                | Grecia | 2021          |
| FC Basel (asistente)     | Suiza  | 2022          |
| FC Basel                 | Suiza  | 2022          |
| Spartak de Moscú         | Rusia  | 2022-2024     |
| Granada CF               | España | 2024          |
| Atlético San Luis        | México | 2025-presente |